# Cásper Líbero
Cásper Líbero (né le 2 mars 1889 à Bragança Paulista et mort le 27 août 1943 à Rio de Janeiro) était un journaliste brésilien.
Il est diplômé de la Faculté de Droit de l'Université de São Paulo et, deux ans plus tard, il fonde le journal Última Hora, dans la ville de Rio de Janeiro. À 23 ans, il crée la première agence de presse de l'État de São Paulo, Agência Americana.
En 1918, à l'âge de 29 ans, il devient directeur et propriétaire du journal de l'après-midi A Gazeta, le modernisant et le transformant en l'un des plus grands organes de presse de l'époque. À cette fin, il importe d'Allemagne des presses rotatives, remplace le télégraphe par le télétype et met en œuvre de nouvelles techniques de gravure, de composition et d'impression graphique, les premières en couleur au Brésil. Parallèlement, elle met en œuvre une nouvelle dynamique dans le transport et la distribution du journal, permettant aux exemplaires d'atteindre les lecteurs en un temps record.
En 1932, il fut l'un des dirigeants de la Révolution constitutionnaliste. En 1939, il inaugure le Palácio da Imprensa, comme sera plus tard le siège du journal A Gazeta, sur l'ancienne Rua da Conceição, aujourd'hui Avenue Cásper Líbero. Ce fut le premier bâtiment érigé dans le pays présentant les caractéristiques appropriées pour écrire, graver, composer, imprimer et distribuer un journal.
Entre 1940 et 1941, il préside la Fédération nationale de la presse (FENAI – FAIBRA).
Il a créé un supplément spécialement consacré au sport, axé sur la couverture du football, appelé A Gazeta Esportiva et a été le créateur de la Corrida de la Saint-Sylvestre.
Lorsqu'il est décédé dans un accident d'avion à Rio de Janeiro, dans lequel est également décédé l'archevêque de São Paulo de l'époque, Dom José Gaspar d'Afonseca e Silva, il a quitté, conformément à son testament, un complexe de communications qui est actuellement administré par la Fondation Cásper Líbero. Ce complexe regroupe actuellement TV Gazeta, Rádio Gazeta et Gazeta FM, le portail Gazeta Esportiva, la Faculdade Cásper Líbero et le Grupo Cidadania Empresarial.
Il est enterré dans l'Obélisque de São Paulo, où reposent les restes des héros de la Révolution de 1932,.

## Biographie
Fils d'Honório Líbero, médecin et homme politique républicain, et de Mesdame Zerbina de Toledo Líbero, une dame très respectée de Bragança, Cásper Líbero, s'installe dans la ville de São Paulo.
À l'âge de 19 ans, il obtient une licence en sciences juridiques et sociales de la Faculté de droit de l'Université de São Paulo. En tant qu'avocat, il n'a travaillé que deux ans. Il était procureur au Trésor du Mato Grosso.
Un peu plus tôt, il travaillait comme chef de la succursale du journal O Estado de S. Paulo à Rio de Janeiro, jusqu'alors capitale brésilienne. A 21 ans, dans la ville de São Paulo, il crée Americana, une agence pionnière de l'information 100% nationale.
À l'âge de 23 ans, avec d'autres partenaires, il fonde le journal Última Hora, à grand tirage dans la ville de Rio de Janeiro.
Puis, à l'âge de 29 ans, le 14 juillet 1918, Antônio Augusto de Covello, troisième propriétaire du journal A Gazeta, décide de le vendre à Cásper Líbero. Il en devient directeur et propriétaire, la transformant en l'un des plus grands organismes de presse de l'époque.
Cásper a modernisé le journal en mettant en œuvre de nouvelles technologies, en installant une nouvelle dynamique dans sa distribution et en réussissant à l'organiser de manière à générer des bénéfices, tout en promouvant un journalisme correct et éthique. Cependant, le succès du journal « A Gazeta » n’a pas encore été suffisant. Il avait l'intention de créer un complexe de communication.
Passionné de sport, il crée ensuite A Gazeta Esportiva, qui a commencé modestement, comme une simple chronique, et qui est ensuite devenue le journal sportif le plus important d'Amérique latine.
Cásper Líbero, fut l'un des dirigeants de la révolution de 1932, et cet acte fut si important qu'il est enterré dans l'obélisque d'Ibirapuera, à côté des 4 personnes tuées le 23 mai (MMDC). Après la révolution, Cásper Líbero s'exile aux États-Unis et peu après en France.
En 1934, il crée la version sonore de « A Gazeta », qui est diffusée sur Rádio Cruzeiro do Sul, qui est également diffusée dans l'émission Grande Jornal Falado d'A Gazeta.
En 1939, Cásper Líbero inaugure le Palácio da Imprensa pour abriter les nouvelles installations de A Gazeta, à Rua Conceição, 88 (actuelle Av. Cásper Líbero).
Cásper, passionné de sport et grand partisan de divers sports, a créé la traditionnelle course internationale de São Silvestre, qui a lieu chaque année le 31 décembre. Il a également créé la course cycliste 9 de Julho, qui rend hommage à la révolution constitutionnaliste de 1932. En plus d'autres événements comme la traversée en natation de São Paulo, qui se déroule sur la rivière Tietê et les Jeux universitaires brésiliens.
Les années 40 sont très importantes dans l'histoire de Cásper, car en 1943, il investit dans la radio et acquiert ainsi Rádio Educadora Paulista (actuellement Gazeta AM), qui fut la radio pionnière de São Paulo. Ce fut un succès auprès du public et des critiques pour avoir un programme musical très raffiné, considéré comme une école de musiciens.
Cependant, le 27 août 1943, Cásper voyageait à bord de l'avion VASP « Cidade de São Paulo », qui s'est écrasé sur la tour de l'Académie navale, près de la baie de Guanabara, à Rio de Janeiro. L'accident a été mortel, tuant non seulement le journaliste mais aussi les autres passagers. L'archevêque de São Paulo, Dom José Gaspar, était également à bord.
Avant sa mort, Cásper Líbero a rédigé un testament pour que ses actifs soient destinés à la création d'une fondation dans le but, en utilisant une éducation et des moyens de communication de qualité, de pouvoir construire une société plus juste et plus développée.
La Fondation Cásper Líbero gère ses actifs et, en réponse à ses souhaits, a créé la première école de journalisme du pays, le Collège Cásper Líbero. TV Gazeta, qui faisait déjà partie de ses projets, était aussi l'un des héritages qu'il a laissés.